# Vegas Golden Knights
Die Vegas Golden Knights (IPA: [ˈveɪ gəs ˈɡoʊl.dən naɪts]; deutsch: Goldene Ritter) sind ein US-amerikanisches Eishockeyfranchise der National Hockey League aus Paradise im Bundesstaat Nevada. Es wurde am 22. Juni 2016 gegründet und nahm zum Beginn der Saison 2017/18 als 31. Team der Liga den Spielbetrieb auf. Die Mannschaft trägt ihre Heimspiele in der am Las Vegas Strip gelegenen T-Mobile Arena aus und wird durch die Farben Gold, Stahlgrau, Rot und Schwarz repräsentiert. In ihrer ersten Spielzeit etablierten sich die Golden Knights überraschend als eines der besten Teams der NHL, stellten zahlreiche Rekorde für ein Expansion Team auf und zogen in den Playoffs 2018 ins Endspiel um den Stanley Cup ein, unterlagen dort allerdings den Washington Capitals. Der erste Gewinn des Stanley Cups gelang allerdings bereits in den Playoffs 2023.

## Geschichte

### Erste Eishockeyschritte Nevadas
Mit dem Transfer von Wayne Gretzky zu den Los Angeles Kings im Jahr 1988 steigerte sich das Eishockeyinteresse in den südlichen US-Bundesstaaten rapide. So wurden in den folgenden Jahren mit den damaligen Mighty Ducks of Anaheim, Tampa Bay Lightning, Florida Panthers und San Jose Sharks eine Reihe von neu gegründeten Franchises in südlich gelegenen Gebieten (Sun Belt) angesiedelt. Die Stadt Las Vegas kam erstmals im Jahr 1991 mit der National Hockey League in Berührung, als auf dem Parkplatz des Caesars Palace das erste – wenn auch als Vorbereitungsspiel durchgeführte – Freiluftspiel der Ligahistorie zwischen den Los Angeles Kings und den New York Rangers stattfand.
Im Jahr 1993 wurde schließlich das erste Minor-League-Franchise in Las Vegas angesiedelt. Die Las Vegas Thunder spielten bis zu ihrer Auflösung im Jahr 1999 sechs Jahre lang in der International Hockey League. Ihre Spielstätte war das Thomas & Mack Center. Zudem wird im MGM Grand Garden Arena seit 1997 alljährlich das Frozen Fury, ein Vorbereitungsspiel zwischen den Los Angeles Kings und der Colorado Avalanche, in der Wüstenmetropole ausgetragen. Die Lücke, die die Thunder mit ihrer Auflösung hinterlassen hatten, füllten ab 2003 die Las Vegas Wranglers, die bis 2015 in der drittklassigen ECHL beheimatet waren. Darüber hinaus findet die Vergabe der NHL Awards seit 2009 alljährlich in verschiedenen Hotels in Las Vegas statt.

### Expansion nach Las Vegas

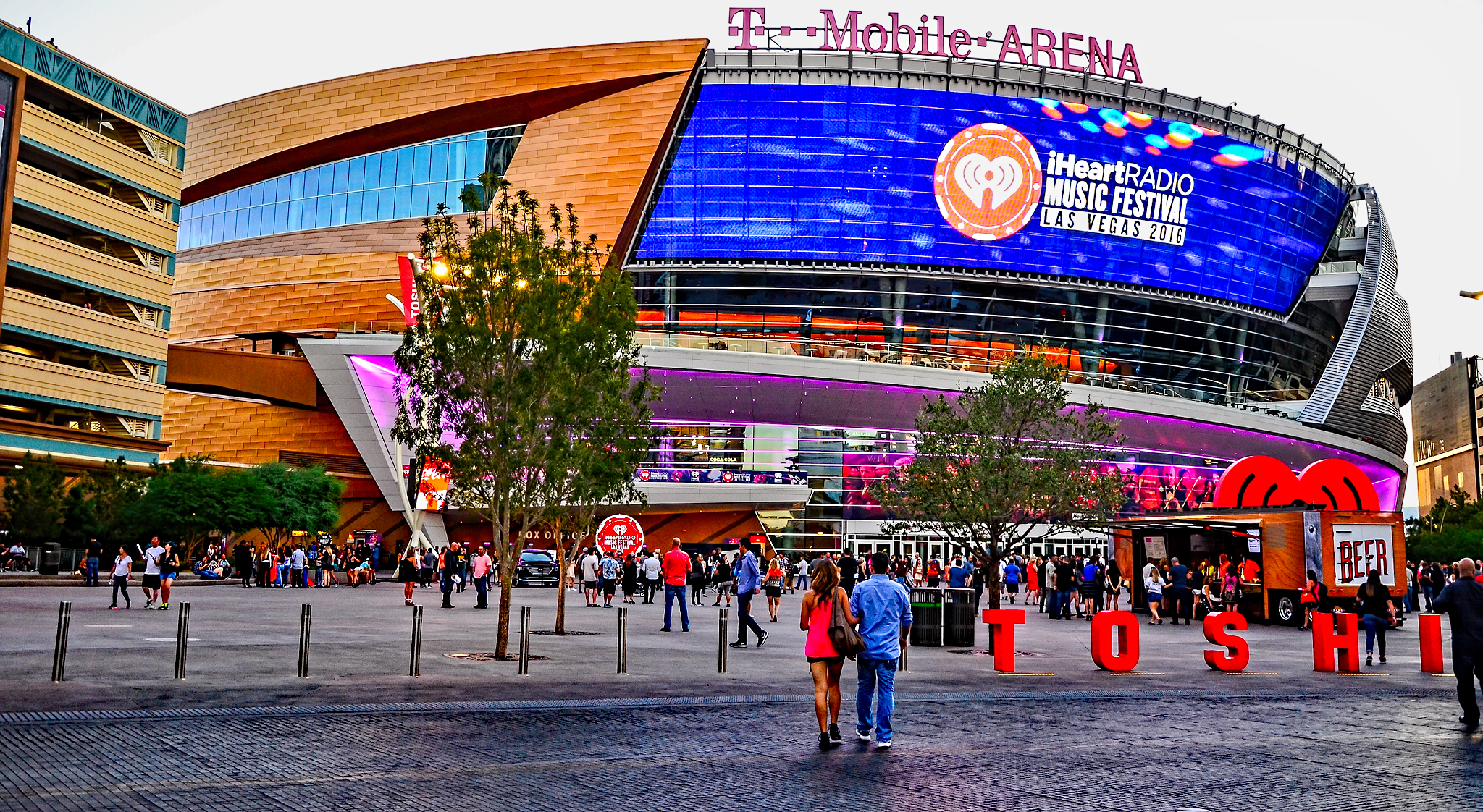
Die T-Mobile Arena – Heimspielstätte der Golden Knights

Bereits im Jahr 2009 war darüber spekuliert worden, ob eine Investorengruppe um Filmproduzent Jerry Bruckheimer im Begriff sei, die damaligen Phoenix Coyotes nach Las Vegas umzusiedeln, was sich jedoch nicht bestätigte.
Erst im August 2014, nachdem mit dem Bau der neuen T-Mobile Arena begonnen worden war, verbreiteten sich erneut hartnäckig Gerüchte, dass Las Vegas in naher Zukunft ein neues NHL-Franchise zugesprochen bekäme. Mit der Maloof-Familie, die zuvor bereits im Besitz der Sacramento Kings aus der National Basketball Association gewesen war, und Bill Foley kristallisierte sich eine Interessengemeinschaft um den möglichen Besitz des Teams heraus. Foley bestätigte im Dezember 2014, dass er Wayne Gretzky als Berater für das Projekt hatte gewinnen können und den Beinamen Black Knights präferiere. Im Februar 2015 begann die Gruppe Hockey Vision Las Vegas schließlich im Auftrag des Maloof-Foley-Clans einen Verkauf von Saisonkarten zu initiieren, um so den Markt für ein Franchise in Las Vegas zu testen. Mögliche Interessenten konnten hierbei einen Anteil von zehn Prozent auf Saisonkarten entrichten. Die Gruppe peilte den Verkauf von 10.000 Tickets an. Bereits in den ersten 36 Stunden war die Marke von 5.000 Verkäufen erreicht und im April schließlich die Marke von 10.000 geknackt, sodass nun versucht wurde, 13.000 Tickets auf den Markt zu bringen.
Am 24. Juni 2015 bestätigte die NHL offiziell, dass sie ab sofort offen für mögliche Interessenten an einem Expansion Team sei. Zu diesem Zeitpunkt hatte Foley bereits über 13.200 „virtuelle“ Tickets verkauft, sodass die offizielle Bestätigung der NHL am 21. Juli 2015, dass Las Vegas einen Antrag für ein neues Team gestellt hatte, keine große Überraschung mehr war. Mit der franko-kanadischen Metropole Québec City, die die 1995 nach Colorado abgewanderten Nordiques de Québec wieder in der Stadt ansiedeln wollte, gab es nur einen weiteren offiziellen Mitbewerber. Nach mehreren Bewerbungsphasen bestätigte die Liga am 22. Juni 2016, dass die Bewerbung aus Las Vegas erfolgreich gewesen sei und zu Beginn der Saison 2017/18 ein 31. Franchise in die Liga aufgenommen würde. Damit wurde Las Vegas zum ersten Franchise der vier großen nordamerikanischen Ligen (NHL, NFL, NBA, MLB), das im Bundesstaat Nevada seinen Standort hat. Zugleich wurden die Regularien für den NHL Expansion Draft 2017 festgelegt, bei dem das neue Team am 21. Juni 2017 aus den Kadern der anderen 30 Teams gewisse Spieler rekrutieren konnte. Unterdessen wurde George McPhee als erster General Manager eingestellt, der fortan unter anderem für die Kaderzusammenstellung der neuen Mannschaft verantwortlich war.
Die Bekanntgabe des Namens Golden Knights sowie der Teamfarben und des Logos ließ bis zum 22. November 2016 auf sich warten, ehe Mehrheitseigner Bill Foley diese offiziell bestätigte. Zudem erhielt das Team den Namen Vegas statt Las Vegas, da diese verkürzte Form die übliche Bezeichnung der Stadt unter den Einheimischen darstellt. In der Folge erfüllte das Franchise alle nötigen Formalia für die Aufnahme in den Spielbetrieb und setzte sich intensiv mit dem Ablauf des Expansion Drafts auseinander. Am 1. März 2017 vollzog das Management schließlich die letzte Zahlung an die NHL und reichte die noch fehlenden Dokumente ein, womit die Erlaubnis erteilt wurde, an offiziellen Meetings der Liga teilzunehmen sowie – mit gewissen Einschränkungen – Transaktionen mit anderen Teams und Verpflichtungen von Spielern vorzunehmen. Fünf Tage später nahm das Franchise mit dem Kanadier Reid Duke von den Brandon Wheat Kings aus der kanadischen Juniorenliga Western Hockey League den ersten Spieler für die Saison 2017/18 unter Vertrag. Wenig später folgten Wadim Schipatschow und Tomáš Hyka, bevor das Team schließlich den Expansion Draft durchführte und dort unter anderem Marc-André Fleury und James Neal auswählte sowie zahlreiche Transfers mit den anderen Mannschaften der Liga abwickelte. Außerdem wurde in diesem Zeitraum Gerard Gallant als erster Cheftrainer vorgestellt und die Kooperationen mit den Chicago Wolves aus der American Hockey League sowie den Quad City Mallards aus der ECHL als Farmteams etabliert.

### Debütsaison 2017/18

#### Unerwartete Rekorde und Playoff-Erfolge
Vor Beginn der ersten Saison der Golden Knights war es Konsens in der Sportberichterstattung, dass sich das neue Team vorerst unter den schwächsten Mannschaften der Liga einsortieren würde. Diese Einschätzung beruhte unter anderem auf Erfahrungswerten, da sich in der Historie der vier großen nordamerikanischen Ligen (NHL, NFL, NBA, MLB) gezeigt hatte, dass Expansion Teams in der Regel mehrere Jahre benötigen, bevor sie sportlich mit den etablierten Mannschaften mithalten können. In der Folge verlief die Debütsaison der Golden Knights jedoch deutlich erfolgreicher als erwartet, so stellte das Team eine Reihe von Rekorden für ein Expansion Team auf und entwickelte sich zu der Überraschung der Spielzeit 2017/18.

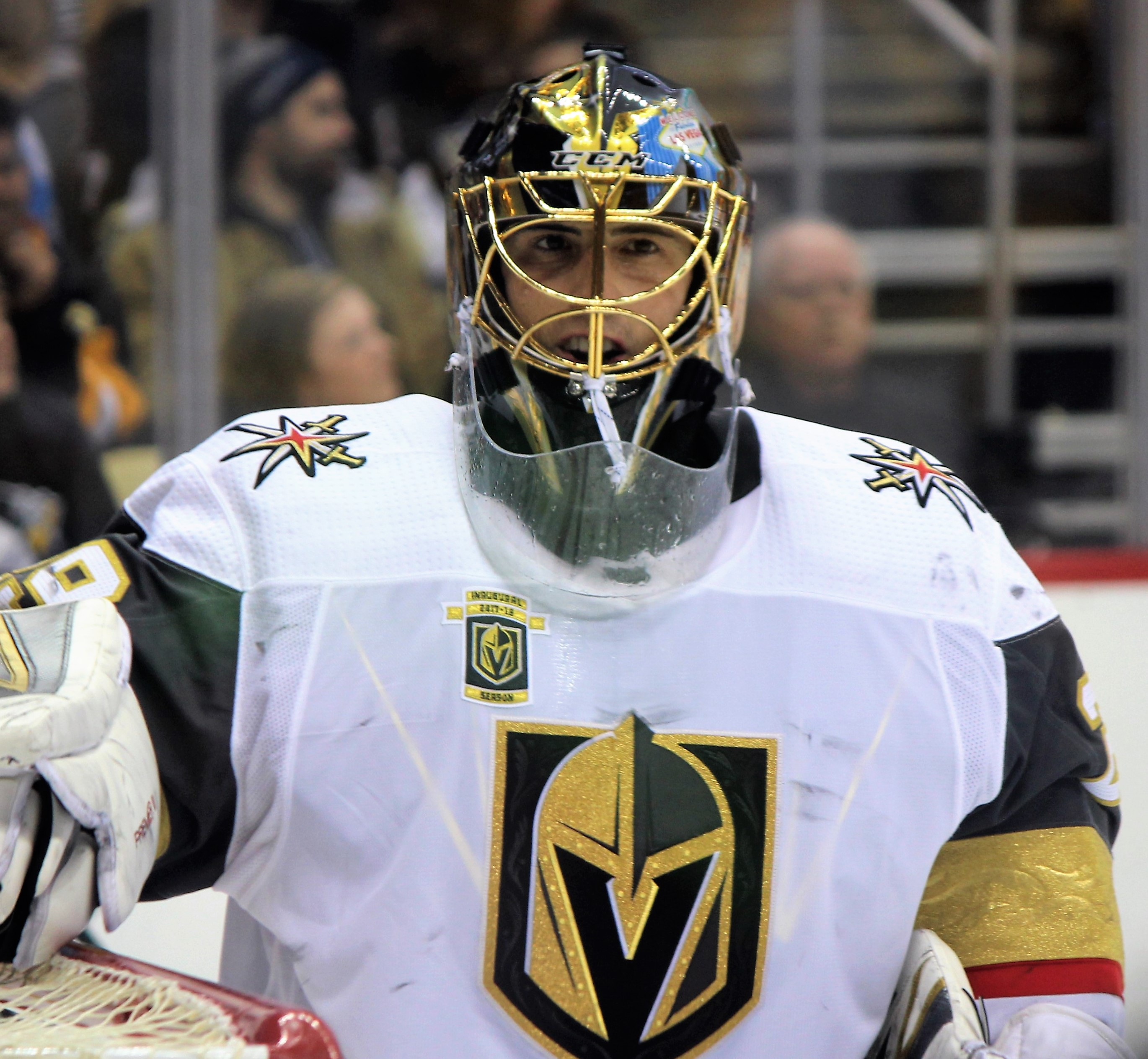
Marc-André Fleury, etatmäßiger Stammtorhüter

Am 6. Oktober 2017 bestritt Vegas sein erstes Pflichtspiel und wurde durch den 2:1-Erfolg gegen die Dallas Stars zum ersten Expansion-Franchise seit den Ottawa Senators im Jahre 1992, das mit einem Sieg in die Liga startete. Die ersten Spiele der Mannschaft, insbesondere das erste Heimspiel am 10. Oktober 2017, waren vom Gedenken an den Massenmord in Las Vegas geprägt, der sich nur wenige Tage zuvor ereignet hatte. Darüber hinaus sperrten sie zu Ehren der Opfer die Trikotnummer 58 im März 2018. In der Folge gewannen die Golden Knights sechs ihrer ersten sieben Spiele und stellten damit einen ersten NHL-Rekord eines Expansion Teams auf. Anschließend setzte die Mannschaft ihren Erfolg fort, obwohl sie insbesondere in der ersten Saisonhälfte schwere verletzungsbedingte Ausfälle auf der Torhüterposition zu beklagen hatte. Zwischenzeitlich waren mit Marc-André Fleury, Malcolm Subban, Oscar Dansk und Maxime Lagacé vier Torhüter verletzt, sodass Vegas gar auf Dylan Ferguson aus dem Juniorenbereich zurückgreifen musste, während Fleury als etatmäßiger erster Torwart nur etwas mehr als die Hälfte aller Saisonspiele absolvieren konnte. Darüber hinaus gelang es Wadim Schipatschow nicht, sich im NHL-Aufgebot zu etablieren, obwohl er einer der bestbezahlten Spieler des Teams war und als potentieller Star gehandelt wurde; er kehrte bereits im November nach Russland zurück.
Trotz alledem beendeten die Golden Knights ihre erste NHL-Spielzeit auf Rang eins ihrer Division, was zuletzt in der Saison 1967/68 den Philadelphia Flyers gelungen war. Damals spielten jedoch alle sechs neuen Teams in einer Division, sodass einer der Mannschaften der erste Platz sicher war. Unter bereits etablierten Teams gelang der Divisionssieg als Expansion Team bisher nur den New York Rangers in der Saison 1926/27. Darüber hinaus verzeichneten die Golden Knights 51 Siege und 109 Punkte, was ebenfalls Bestmarken für eine Debütsaison darstellte, und beendeten die Spielzeit ligaweit auf dem fünften Rang, nachdem sie zwischenzeitlich sogar die gesamte NHL in Punkten angeführt hatten. Demzufolge qualifizierte sich die Mannschaft für die Playoffs 2018, was zuletzt ebenfalls nach der großen Ligaerweiterung von 1967 geschah und vom damaligen Modus für mehrere Expansion Teams garantiert wurde. In der ersten Runde gelang Vegas ein Sweep gegen die Los Angeles Kings, was ebenso kein neues NHL-Team geschafft hatte, bevor die Mannschaft nach Siegen über die San Jose Sharks (4:2) und die Winnipeg Jets (4:1) ins Endspiel um den Stanley Cup einzog. Dies gelang zuletzt den St. Louis Blues in den Playoffs 1968, ebenfalls durch das Format der post-season garantiert.
Im Endspiel der Playoffs unterlagen die Golden Knights in der Folge mit 1:4 den Washington Capitals, die ihren ersten Stanley Cup errangen.

#### Gründe für den Erfolg

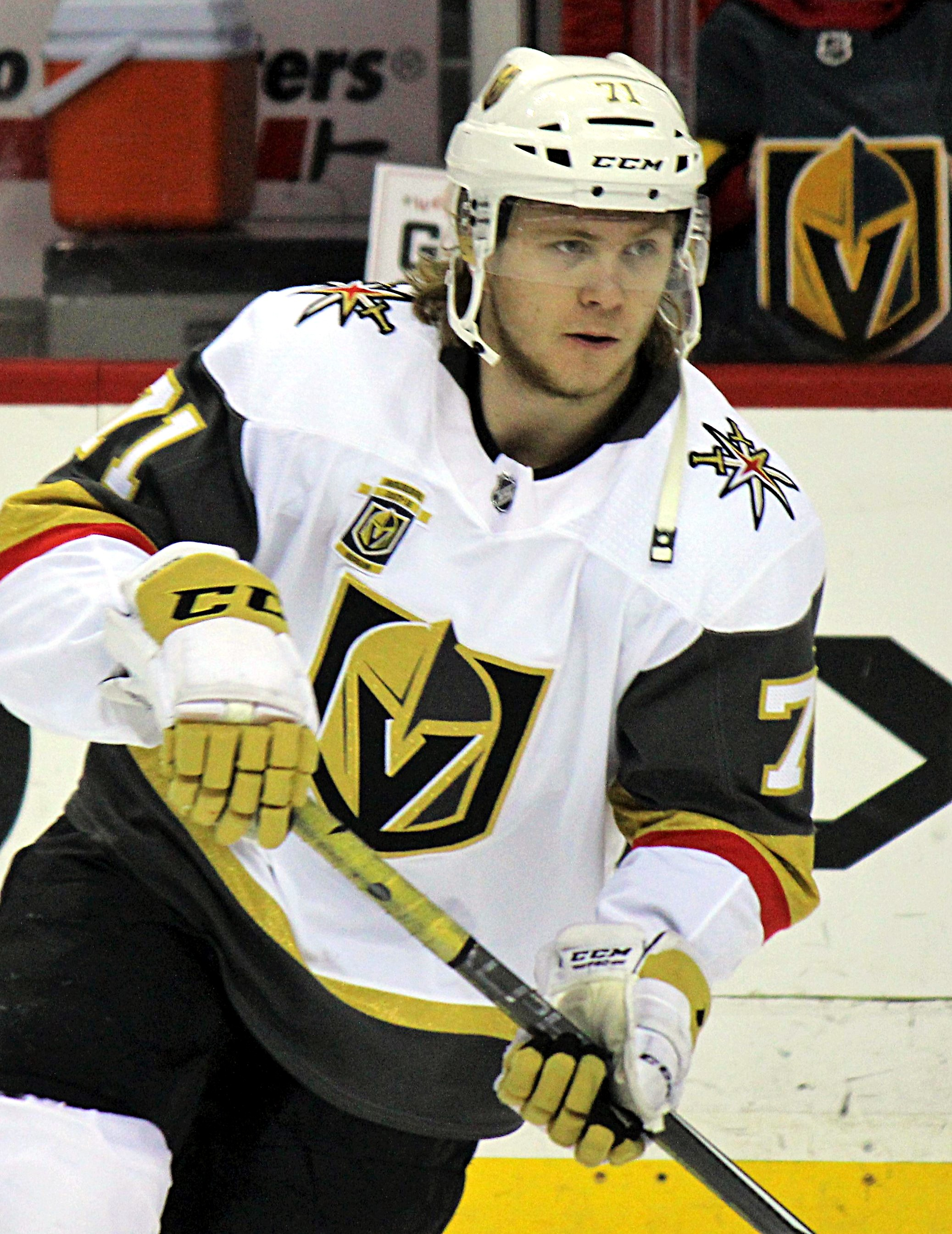
William Karlsson, bester Scorer der Debütsaison

Von medialer Seite wurde bereits eine Reihe von Gründen für den sofortigen Erfolg der Golden Knights ausgemacht. Zweifelsohne waren die Regularien des Expansion Draft für die etablierten Teams deutlich strenger, als dies noch im Jahre 2000 der Fall war, als die Minnesota Wild und die Columbus Blue Jackets in die NHL aufgenommen wurden. Jedes Franchise durfte nun weniger Spieler vor einer Auswahl schützen (s. NHL Expansion Draft 2017/Geschützte Spieler), sodass Vegas im Vergleich zu früheren Expansion Teams eine qualitativ höherwertige Mannschaft zusammenstellen konnte. Dennoch wurde hervorgehoben, dass auch deutliche Fehleinschätzungen der übrigen Mannschaften bei Transfers im Rahmen des Expansion Draft zu einer Verstärkung der Golden Knights führten. Erwähnt werden in diesem Zusammenhang vor allem die Florida Panthers, die nicht nur Jonathan Marchessault im Draft abgaben, sondern für die Wahl von Marchessault noch zusätzlich Reilly Smith nach Las Vegas schickten, um andere Spieler vor einer Wahl zu schützen. Marchessault und Smith wurden von den Golden Knights in der ersten Angriffsreihe eingesetzt und erzielten 75 bzw. 60 Scorerpunkte. 

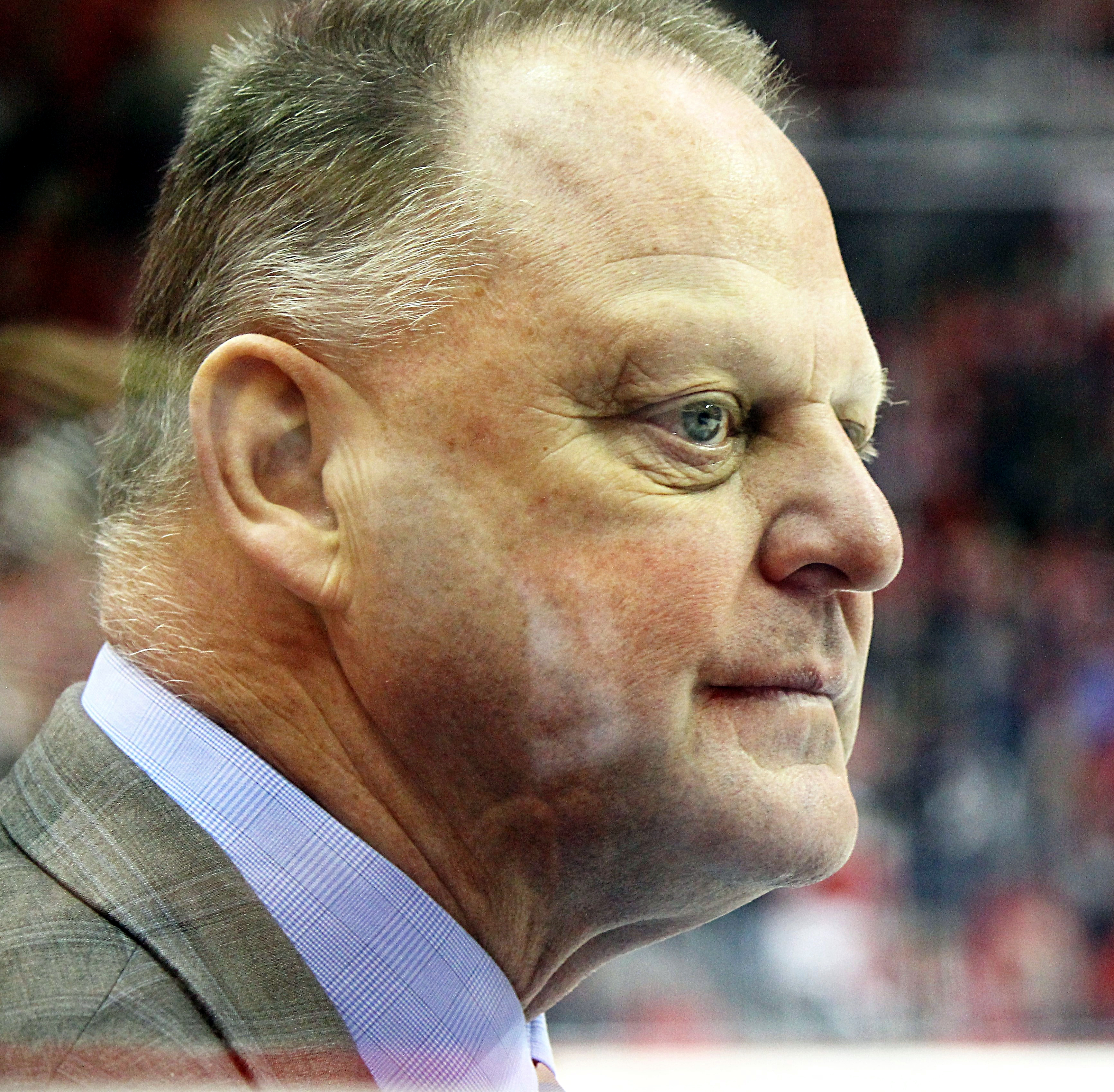
Gerard Gallant, erster Cheftrainer

Dort spielten sie gemeinsam mit William Karlsson, der von den Columbus Blue Jackets nach Nevada wechselte und das Team in Toren (43) und Punkten (78) anführte, während er seinen vorherigen Karriere-Bestwert in Punkten (25) um mehr als das Dreifache steigerte. Weitere im Rahmen des Drafts erworbene Spieler, die im Nachhinein als zuvor tendenziell unterschätzt bewertet werden, sind Erik Haula und Alex Tuch (beide Minnesota), Nate Schmidt (Washington), Shea Theodore (Anaheim), Colin Miller (Boston) und David Perron (St. Louis). Insgesamt erzielten 13 von den 22 Spielern, die mehr als 30 Spiele für Vegas absolvierten, ihren jeweiligen Karriere-Bestwert in Scorerpunkten.
Neben der Leistung von General Manager George McPhee bei der Zusammenstellung des Kaders gilt auch Cheftrainer Gerard Gallant, der zuvor ebenfalls in Florida tätig war, als maßgeblicher Faktor des Erfolgs. Gallant ließ die Golden Knights ein System mit hohem Tempo und aggressivem Forechecking spielen, wobei es ihm zugleich gelang, aus dem neu gebildeten Team eine Einheit zu formen. Diesbezüglich wurde auch festgehalten, dass der Erfolg der Mannschaft nahezu ausnahmslos vom Teamwork statt von der Leistung einzelner Spieler abhängt, da (allenfalls mit Ausnahme von Marc-André Fleury) kein Spieler einen Star-Status besitzt.
Nicht zuletzt gelang es den Golden Knights von Beginn an, die lokale Bevölkerung für das Team und den Eishockeysport zu begeistern. Wesentlich war dabei vor allem das Engagement des Franchise nach dem Massaker von Las Vegas, als die Mannschaft unter dem Motto Vegas Strong diverse gemeinnützige Aktionen startete und für Spenden warb.

### Weiterer Verlauf (seit 2018)
In der Off-Season des Sommers 2018 verließen mit James Neal und David Perron unter anderem zwei namhafte Leistungsträger des Vorjahres das Team als Free Agents. Zugleich gelang es den Golden Knights, Paul Stastny von den Winnipeg Jets im Rahmen der Free Agency von einem Engagement in Las Vegas zu überzeugen; der Angreifer unterzeichnete einen Dreijahresvertrag. Darüber hinaus verpflichtete man wenig später Max Pacioretty, bis zu diesem Zeitpunkt Kapitän der Canadiens de Montréal, im Rahmen eines Tauschgeschäfts. Nachdem im Rahmen der Trade Deadline zusätzlich Mark Stone akquiriert werden konnte, qualifizierte sich das Team abermals für die Playoffs, wo es jedoch in der ersten Runde den San Jose Sharks mit 3:4 unterlag. Wenig später trat George McPhee das Amt des General Managers an Kelly McCrimmon ab.
McCrimmon fällte im Januar 2020 überraschend die Entscheidung, Cheftrainer Gerard Gallant zu entlassen und durch den bis wenige Wochen zuvor bei den San Jose Sharks tätigen Peter DeBoer zu ersetzen. Zu diesem Zeitpunkt belegten die Golden Knights den fünften Platz in ihrer Division, mit nur drei Punkten Rückstand auf Rang eins, während Gallant als Trainer der Pacific Division beim anstehenden NHL All-Star Game vorgesehen war.
Im Februar 2020 gaben die Golden Knights bekannt, das AHL-Franchise der San Antonio Rampage erworben zu haben. Nach Zustimmung der Liga wurde das Team in das ebenfalls in Nevada befindliche Henderson umgesiedelt und fungiert seither als Henderson Silver Knights als neues Farmteam. In den Playoffs 2020 erreichte die Mannschaft wie bereits in ihrer Debütsaison das Conference-Finale, unterlag dort allerdings den Dallas Stars mit 1:4. Gleiches geschah durch ein 2:4 gegen die Canadiens de Montréal im Folgejahr. In der Saison 2021/22 verpasste das Team dann, trotz erneuter namhafter Neuverpflichtungen wie Jack Eichel, erstmals komplett die Playoffs, sodass der gesamte Trainerstab um Peter DeBoer entlassen und durch Bruce Cassidy ersetzt wurde.
Cassidy wiederum führte das Team in seiner Debütsaison 2022/23 zum dritten Divisions-Titel und im weiteren Verlauf in den Playoffs 2023 zum ersten Stanley-Cup-Gewinn der noch jungen Historie. Im Finale setzte man sich mit 4:1 gegen die Florida Panthers durch, während Jonathan Marchessault mit der Conn Smythe Trophy geehrt wurde.

## Erfolge und Auszeichnungen

### Sportliche Erfolge
| Stanley Cup               |                                 |
| Saison                    |                                 |
| 2022/23                   |                                 |
| Conference Championships  | Saison                          |
| Clarence S. Campbell Bowl | 2018, 2023                      |
| Division Championships    | Saison                          |
| Pacific Division          | 2017/18 2019/20 2022/23 2024/25 |

Bereits in ihrer ersten Saison gewannen die Golden Knights mit 109 Punkten die Pacific Division und setzten sich im Conference-Finale der anschließenden Playoffs gegen die Winnipeg Jets durch, sodass sie die Clarence S. Campbell Bowl erhielten. Die verkürzte Saison 2019/20 beendeten sie ebenfalls an der Spitze der Pacific Division. Dies gelang erneut in der Saison 2022/23, als dem Team auch der erstmalige Gewinn des Stanley Cups glückte.

### NHL Awards
| Auszeichnung                          | Name                           | Saison  |
| Conn Smythe Trophy                    | Jonathan Marchessault          | 2022/23 |
| Jack Adams Award                      | Gerard Gallant                 | 2017/18 |
| Lady Byng Memorial Trophy             | William Karlsson               | 2017/18 |
| Mark Messier Leadership Award         | Deryk Engelland                | 2017/18 |
| NHL General Manager of the Year Award | George McPhee                  | 2017/18 |
| Vezina Trophy                         | Marc-André Fleury              | 2020/21 |
| William M. Jennings Trophy            | Marc-André Fleury Robin Lehner | 2020/21 |

Durch die Erfolge der Debütsaison wurden vier Akteure der Golden Knights im Rahmen der NHL Awards 2018 geehrt. Trainer Gerard Gallant und General Manager George McPhee erhielten mit dem Jack Adams Award bzw. dem NHL General Manager of the Year Award jeweils die Auszeichnung als Persönlichkeit des Jahres in ihren Funktionen. Darüber hinaus wurde William Karlsson mit der Lady Byng Memorial Trophy für hohen sportlichen Standard und Deryk Engelland mit dem Mark Messier Leadership Award für herausragende Führungsqualitäten ausgezeichnet. Den Auszeichnungen in der Debütsaison folgten beide individuellen Torhüter-Trophäen in der Spielzeit 2020/21 für Marc-André Fleury und Robin Lehner.

### Nominierungen zum NHL All-Star Game
| Jahr | Name                                              |
| ---- | ------------------------------------------------- |
| 2018 | Marc-André Fleury James Neal Gerard Gallant       |
| 2019 | Marc-André Fleury                                 |
| 2020 | Marc-André Fleury* Max Pacioretty                 |
| 2022 | Jonathan Marchessault Alex Pietrangelo Mark Stone |
| 2023 | Chandler Stephenson Logan Thompson Bruce Cassidy  |
| 2024 | Jack Eichel*                                      |

*verletzungsbedingte Absage
Zum NHL All-Star Game 2018 wurden Marc-André Fleury und James Neal eingeladen, während Gerard Gallant das Team der Pacific Division leitete. Fleury wurde auch in den Folgejahren nominiert, während 2020 auch Max Pacioretty vertreten war.

### Saisonstatistik
Abkürzungen: GP = Spiele, W = Siege, L = Niederlagen, OTL = Niederlagen nach Overtime bzw. Shootout, Pkt = Punkte, GF = Erzielte Tore, GA = Gegentore
| Saison   | GP  | W   | L   | OTL | Pts | GF   | GA   | Platz                | Playoffs |
| 2017/18  | 82  | 51  | 24  | 7   | 109 | 272  | 228  | 1., Pacific Division | Sieg im Conference-Viertelfinale, 4:0 (Los Angeles) Sieg im Conference-Halbfinale, 4:2 (San Jose) Sieg im Conference-Finale, 4:1 (Winnipeg) Niederlage im Stanley-Cup-Finale, 1:4 (Washington) |
| 2018/19  | 82  | 43  | 32  | 7   | 93  | 246  | 228  | 3., Pacific Division | Niederlage im Conference-Viertelfinale, 3:4 (San Jose) |
| 2019/201 | 71  | 39  | 24  | 8   | 86  | 224  | 209  | 1., Pacific Division | Sieg im Conference-Viertelfinale, 4:1 (Chicago) Sieg im Conference-Halbfinale, 4:3 (Vancouver) Niederlage im Conference-Finale, 1:4 (Dallas)                                                   |
| 2020/211 | 56  | 40  | 14  | 2   | 82  | 190  | 122  | 2., West Division    | Sieg in der ersten Runde, 4:3 (Minnesota) Sieg in der zweiten Runde, 4:2 (Colorado) Niederlage im Halbfinale, 2:4 (Montréal)                                                                   |
| 2021/22  | 82  | 43  | 31  | 8   | 94  | 262  | 244  | 4., Pacific Division | nicht qualifiziert |
| 2022/23  | 82  | 51  | 22  | 9   | 111 | 267  | 225  | 1., Pacific Division | Sieg im Conference-Viertelfinale, 4:1 (Winnipeg) Sieg im Conference-Halbfinale, 4:2 (Edmonton) Sieg im Conference-Finale, 4:2 (Dallas) Sieg im Stanley-Cup-Finale, 4:1 (Florida)               |
| 2023/24  | 82  | 45  | 29  | 8   | 98  | 263  | 243  | 4., Pacific Division | Niederlage im Conference-Viertelfinale, 3:4 (Dallas) |
| 2024/25  | 82  | 50  | 22  | 10  | 110 | 274  | 214  | 1., Pacific Division | Sieg im Conference-Viertelfinale, 4:2 (Minnesota) Niederlage im Conference-Halbfinale, 1:4 (Edmonton)                                                                                          |
| Gesamt   | 619 | 362 | 210 | 59  | 783 | 1998 | 1713 |                      | 7 Playoff-Teilnahmen 18 Serien: 12 Siege, 6 Niederlage 103 Spiele: 59 Siege, 44 Niederlagen |

1 Saison wegen der COVID-19-Pandemie verkürzt

### Franchiserekorde
Im Folgenden werden ausgewählte Spielerrekorde des Franchise sowohl über die gesamte Karriere als auch über einzelne Spielzeiten aufgeführt.

#### Karriere
|                                   | Name                  | Anzahl                                |
| Meiste Spiele                     | Brayden McNabb*       | 584 (in 8 Spielzeiten)                |
| Meiste aufeinanderfolgende Spiele | Brayden McNabb*       | 260 (seit 30. März 2022; Serie aktiv) |
| Meiste Tore                       | Jonathan Marchessault | 192                                   |
| Meiste Vorlagen                   | Shea Theodore*        | 273                                   |
| Meiste Punkte                     | Jonathan Marchessault | 417 (192 Tore + 225 Vorlagen)         |
| Meiste Strafminuten               | Brayden McNabb*       | 322                                   |
| Meiste Shutouts                   | Marc-André Fleury     | 23                                    |

* aktiver Spieler der Golden Knights; Stand nach Ende Saison 2024/25

#### Saison
|                               | Name              | Anzahl                     | Saison  |
| Meiste Tore                   | William Karlsson  | 43                         | 2017/18 |
| Meiste Vorlagen               | Jack Eichel       | 66                         | 2024/25 |
| Meiste Punkte                 | Jack Eichel       | 94 (28 Tore + 66 Vorlagen) | 2024/25 |
| Meiste Punkte als Rookie      | Alex Tuch         | 37 (15 Tore + 22 Vorlagen) | 2017/18 |
| Meiste Punkte als Verteidiger | Shea Theodore     | 57 (7 Tore + 50 Vorlagen)  | 2024/25 |
| Meiste Strafminuten           | Ryan Reaves       | 74                         | 2018/19 |
| Meiste Siege als Torhüter     | Marc-André Fleury | 35                         | 2018/19 |

## Trainer
Abkürzungen: GC = Spiele, W = Siege, L = Niederlagen, OTL = Niederlagen nach
Overtime, Pts = Punkte, Pts % = Punktquote
| Name           | Saison           | Reguläre Saison | Reguläre Saison | Reguläre Saison | Reguläre Saison | Reguläre Saison | Reguläre Saison | Playoffs | Playoffs | Playoffs |
| Name           | Saison           | GC              | W               | L               | OTL             | Pts             | Pts %           | GC       | W        | L        |
| Gerard Gallant | 2017/18–2019/20* | 213             | 118             | 75              | 20              | 256             | .601            | 27       | 16       | 11       |
| Peter DeBoer   | 2019/20*–2021/22 | 160             | 98              | 50              | 12              | 208             | .650            | 39       | 22       | 17       |
| Bruce Cassidy  | seit 2022/23     | 164             | 96              | 51              | 17              | 209             | .637            | 29       | 19       | 10       |

* Wechsel während der laufenden Saison
Zum ersten Cheftrainer ernannte das Franchise am 13. April 2017 den Kanadier Gerard Gallant. Er hatte in dieser Position zuvor die Columbus Blue Jackets und Florida Panthers betreut. Gallant wurde trotz zwei erfolgreicher Jahre im Januar 2020 entlassen und durch Peter DeBoer ersetzt. Dieser führte das Team zweimal ins Conference-Finale, wurde jedoch nach dem Verpassen der Playoffs in der Saison 2021/22 entlassen. Seine Nachfolge trat Bruce Cassidy nur wenige Tage später an.

## General Manager
Kurz nach der Aufnahme der Geschäfte verpflichtete das Franchise den NHL-erfahrenen George McPhee als ersten General Manager des Teams. McPhee war über viele Jahre General Manager der Washington Capitals gewesen. Ihm zur Seite wurde Kelly McCrimmon als Assistent gestellt, der im Mai 2019 die Position des „GM“ übernahm, während McPhee der Organisation als President of Hockey Operations erhalten blieb.
| Name            | Saison          |
| George McPhee   | 2017/18–2018/19 |
| Kelly McCrimmon | seit 2019/20    |

## Spieler

### Kader der Saison 2024/25
Stand: 30. Juni 2025
| Nr. | Nat.               | Spieler              | Pos. | Geburtsdatum      | in Org. seit | Geburtsort                                |
| --- | ------------------ | -------------------- | ---- | ----------------- | ------------ | ----------------------------------------- |
| 33  | Kanada             | Adin Hill            | G    | 11. Mai 1996      | 2022         | Comox, British Columbia, Kanada           |
| 35  | Russland           | Ilja Samsonow        | G    | 22. Februar 1997  | 2022         | Magnitogorsk, Russland                    |
| 15  | Vereinigte Staaten | Noah Hanifin         | D    | 25. Januar 1997   | 2024         | Boston, Massachusetts, USA                |
| 17  | Kanada             | Ben Hutton           | D    | 20. April 1993    | 2021         | Brockville, Ontario, Kanada               |
|     | Kanada             | Jérémy Lauzon        | D    | 28. April 1997    | 2025         | Val-d’Or, Québec, Kanada                  |
| 3   | Kanada             | Brayden McNabb       | D    | 21. Januar 1991   | 2017         | Davidson, Saskatchewan, Kanada            |
| 7   | Kanada             | Alex Pietrangelo – A | D    | 18. Januar 1990   | 2020         | King City, Ontario, Kanada                |
| 27  | Kanada             | Shea Theodore        | D    | 3. August 1995    | 2017         | Langley, British Columbia, Kanada         |
| 2   | Kanada             | Zach Whitecloud      | D    | 28. November 1996 | 2018         | Brandon, Manitoba, Kanada                 |
| 49  | Russland           | Iwan Barbaschow      | C    | 14. Dezember 1995 | 2023         | Moskau, Russland                          |
| 16  | Russland           | Pawel Dorofejew      | LW   | 26. Oktober 2000  | 2021         | Nischni Tagil, Russland                   |
| 9   | Vereinigte Staaten | Jack Eichel – A      | C    | 28. Oktober 1996  | 2021         | Chelmsford, Massachusetts, USA            |
| 48  | Tschechien         | Tomáš Hertl          | C    | 12. November 1993 | 2024         | Prag, Tschechien                          |
| 26  | Schweden           | Alexander Holtz      | RW   | 23. Januar 2002   | 2024         | Stockholm, Schweden                       |
| 21  | Kanada             | Brett Howden         | C    | 29. März 1998     | 2021         | Calgary, Alberta, Kanada                  |
| 71  | Schweden           | William Karlsson – A | C    | 8. Januar 1993    | 2017         | Märsta, Schweden                          |
| 55  | Kanada             | Keegan Kolesar       | RW   | 8. April 1997     | 2017         | Brandon, Manitoba, Kanada                 |
| 93  | Kanada             | Mitchell Marner      | LW   | 5. Mai 1997       | 2025         | Markham, Ontario, Kanada                  |
| 95  | Schweden           | Victor Olofsson      | RW   | 18. Juli 1995     | 2024         | Örnsköldsvik, Schweden                    |
| 70  | Kanada             | Tanner Pearson       | LW   | 10. August 1992   | 2024         | Kitchener, Ontario, Kanada                |
| 20  | Vereinigte Staaten | Brandon Saad         | LW   | 27. Oktober 1992  | 2025         | Pittsburgh, Pennsylvania, USA             |
|     | Kanada             | Colton Sissons       | RW   | 5. November 1993  | 2025         | North Vancouver, British Columbia, Kanada |
| 19  | Kanada             | Reilly Smith         | RW   | 1. April 1991     | 2025         | Mimico, Ontario, Kanada                   |
| 61  | Kanada             | Mark Stone – C       | RW   | 13. Mai 1992      | 2019         | Winnipeg, Manitoba, Kanada                |

### Mannschaftskapitäne
Mit Beginn ihrer Debütsaison traten die Vegas Golden Knights ohne festen Mannschaftskapitän an und nominierten stattdessen sechs gleichberechtigte Assistenzkapitäne. Bei Heimspielen waren dies James Neal, Reilly Smith und Jason Garrison, während auswärts Deryk Engelland, Luca Sbisa und David Perron das A auf der Brust tragen. In der folgenden Spielzeit 2018/19 fungierten abwechselnd Reilly Smith, Deryk Engelland, Pierre-Édouard Bellemare und Max Pacioretty als Assistenzkapitäne, bevor zur Saison 2019/20 Mark Stone für Bellemare übernahm. Stone wurde schließlich im Januar 2021 auch zum ersten festen Kapitän des Franchise ernannt.

### Gesperrte Trikotnummern
| Nr. | Name                                       | Sperrdatum                 |
| 58  | Opfer des Massenmordes in Las Vegas (2017) | 31. März 2018              |
| 99  | Wayne Gretzky                              | 6. Februar 2000 (ligaweit) |

Bereits in ihrer ersten Saison sperrten die Vegas Golden Knights die Trikotnummer 58 und ehrten damit die 58 Todesopfer des Massenmordes in Las Vegas, der sich wenige Tage vor dem NHL-Debüt der Mannschaft ereignet hatte. Darüber hinaus ist die Nummer 99 von Wayne Gretzky seit 2000 ligaweit gesperrt.

### Erstrunden-Wahlrechte im NHL Entry Draft
| Name            | Jahr | Draft-Position |
| Cody Glass      | 2017 | 6.             |
| Nick Suzuki     | 2017 | 13.            |
| Erik Brännström | 2017 | 15.            |
| Peyton Krebs    | 2019 | 17.            |
| Brendan Brisson | 2020 | 29.            |
| Zach Dean       | 2021 | 30.            |
| David Edstrom   | 2023 | 32.            |
| Trevor Connelly | 2024 | 19.            |

In ihrem ersten NHL Entry Draft 2017 überhaupt verfügten die Golden Knights durch Transfergeschäfte im Rahmen des Expansion Drafts über gleich drei Erstrunden-Wahlrechte, mit denen sie die kanadischen Center Cody Glass und Nick Suzuki sowie den schwedischen Verteidiger Erik Brännström auswählten. Im Folgejahr gaben sie ihr einziges Erstrunden-Wahlrecht an die Detroit Red Wings ab, bevor im Draft 2019 der kanadische Angreifer Peyton Krebs folgte.